# Suore missionarie francescane
Le suore missionarie francescane (in spagnolo Hermanas Misioneras Terciarias Franciscanas) sono un istituto religioso femminile di diritto pontificio: i membri di questa congregazione pospongono al loro nome la sigla H.T.M.F.

## Storia
La congregazione venne fondata a Córdoba, in Argentina, l'8 dicembre 1878 da Dolores Cabanillas (1821-1885) con l'aiuto del frate minore francescano Quírico Porreca.
L'istituto, aggregato all'Ordine dei frati minori dal 28 gennaio 1880, il 19 gennaio 1901 ottenne da papa Leone XIII il decreto di lode e le sue costituzioni vennero approvate definitivamente dalla Santa Sede il 12 marzo 1880.
La fondatrice (in religione, Maria del Transito di Gesù Sacramentato) è stata beatificata da papa Giovanni Paolo II nel 2002.

## Attività e diffusione
Le missionarie francescane si dedicano all'istruzione e all'educazione cristiana della gioventù e ad altre opere di misericordia.
Sono presenti in Argentina e Cile: la sede generalizia è a Córdoba.
Al 31 dicembre 2005 l'istituto contava 109 religiose in 20 case.